# رائول گونسالس (بوکسور)
رائول گونسالس (اسپانیایی: Raúl González‎؛ زادهٔ ۵ ژوئن ۱۹۶۷) بوکسور اهل کوبا است.
وی در مسابقات کشوری و بین‌المللی در مجموع برندهٔ ۲ مدال نقره، ۱ مدال برنز شده‌است.